# Ferrovia elettrica di Ueda
La Ferrovia elettrica di Ueda (上田電鉄?, Ueda dentetsu) è una compagnia ferroviaria giapponese del terzo settore, e una sussidiaria della Ueda Kotsu Co., Ltd. (上田交通株式会社?, Ueda kōtsū kabushiki-gaisha). La compagnia ha sede a Ueda, nella prefettura di Nagano.

## Storia
Il 17 settembre 1916 viene fondata la Maruko Railway Company (丸子鉄道?, Maruko tetsudō). Il 5 gennaio 1920 è stata fondata Ueda Onsen Orbital (上田温泉軌道?, Ueda onsen kidō) che il 19 marzo 1939 diventa Ueda Electric Railway. Il 21 ottobre 1943, Ueda Electric Railway e Maruko Railway si fusero per diventare Ueda Maruko Electric Railway (上田丸子電鉄?, Ueda Maruko dentetsu). Il 31 maggio 1969, il nome dell'azienda è stato cambiato in Ueda Kotsu Co., Ltd. (上田交通株式会社?, Ueda kōtsū kabushikigaisha). Il 3 ottobre 2005 la società annuncia l'intenzione di scorporare la sua divisione ferroviaria creando la società succursale Ferrovia elettrica di Ueda.

## Linee ferroviarie
L'azienda gestisce una linea.
| Linea        | Nome giapponese | Distanza totale | Capolinea           | Stazioni |
| ------------ | --------------- | --------------- | ------------------- | -------- |
| Linea Bessho | 別所線          | 11.6            | Ueda - Bessho-Onsen | 15       |

## Materiale rotabile

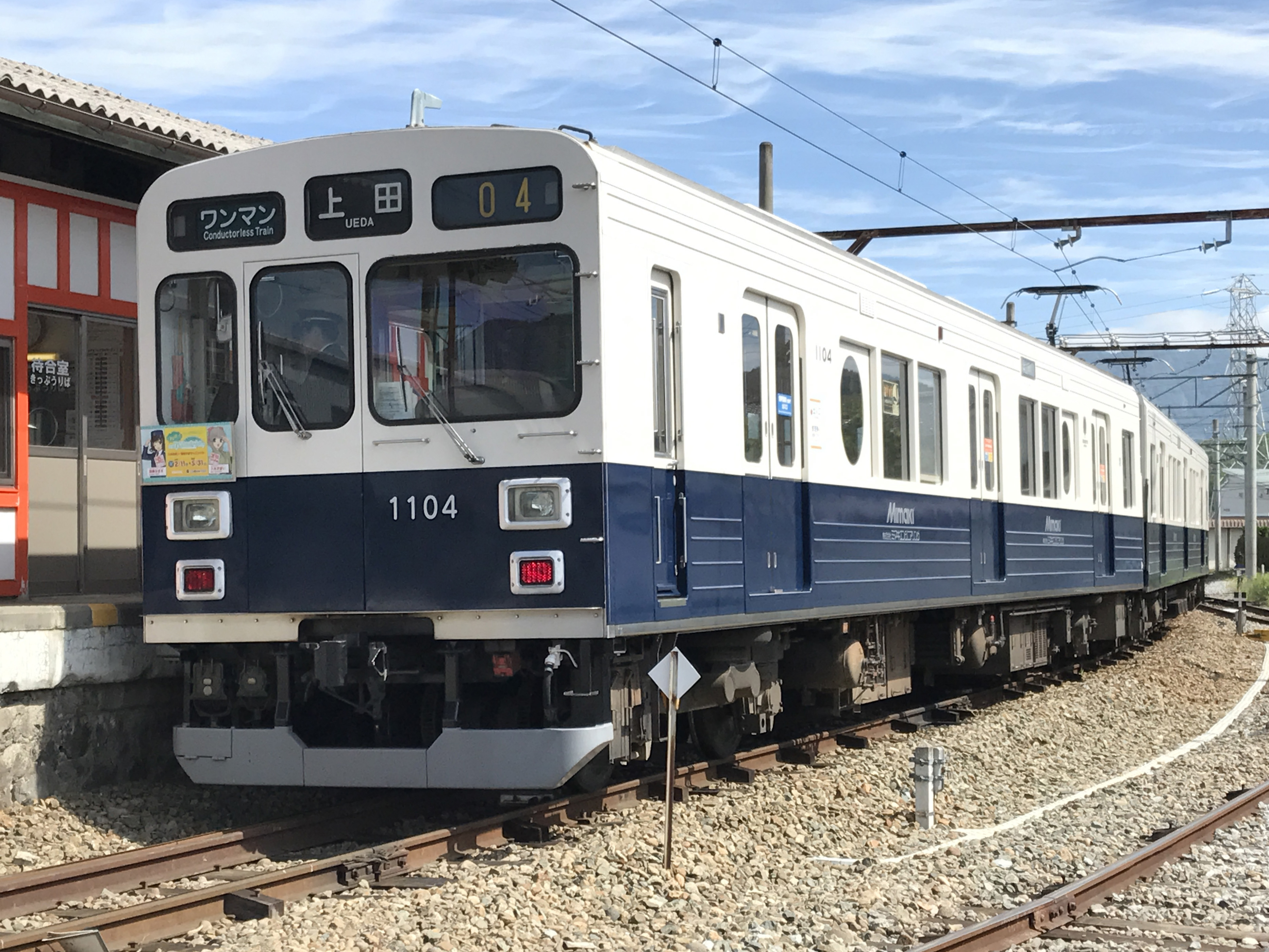
Serie 1000 (ex-Tōkyū serie 1000)
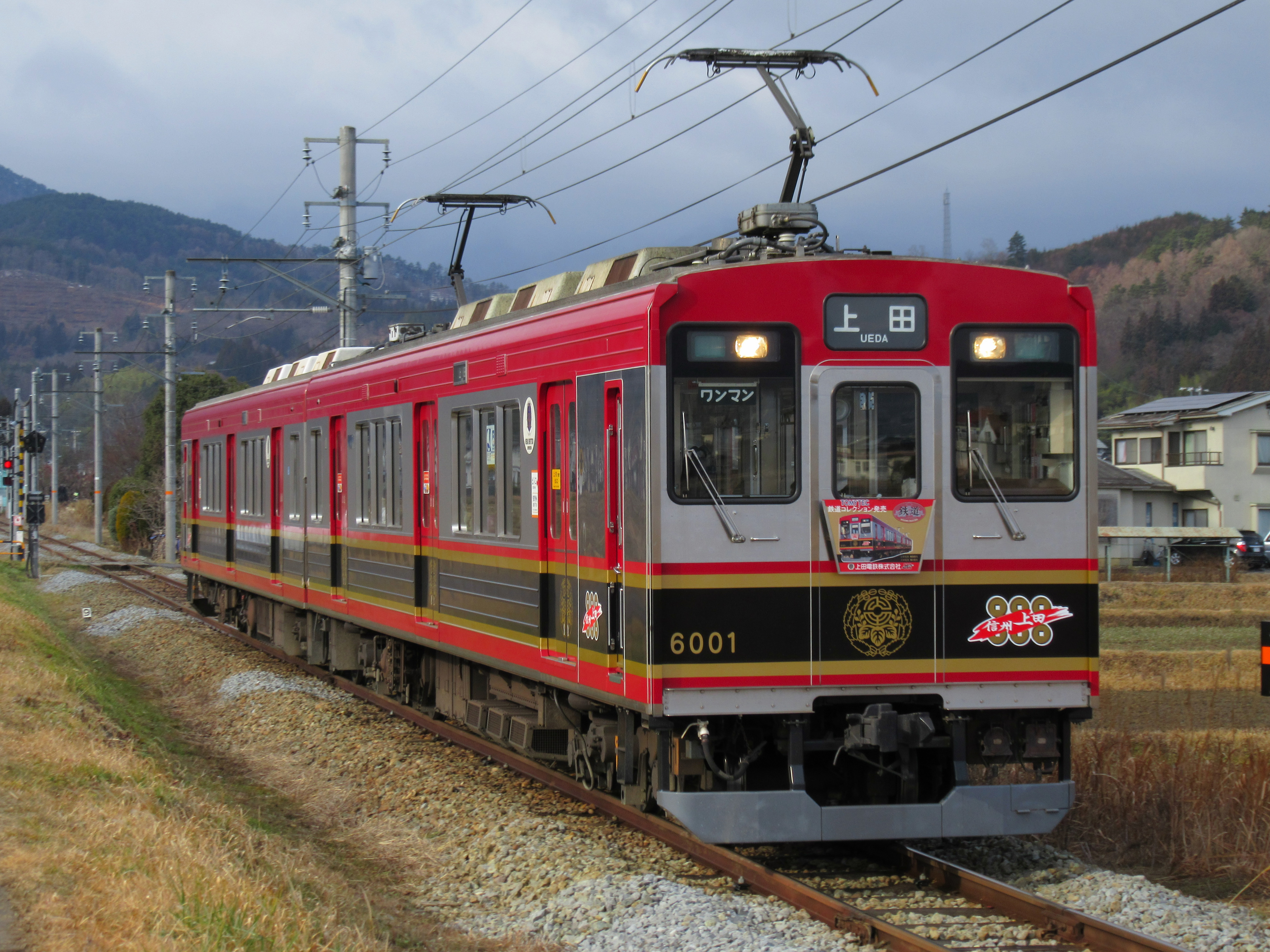
Serie 6000 (ex-Tōkyū serie 1000)
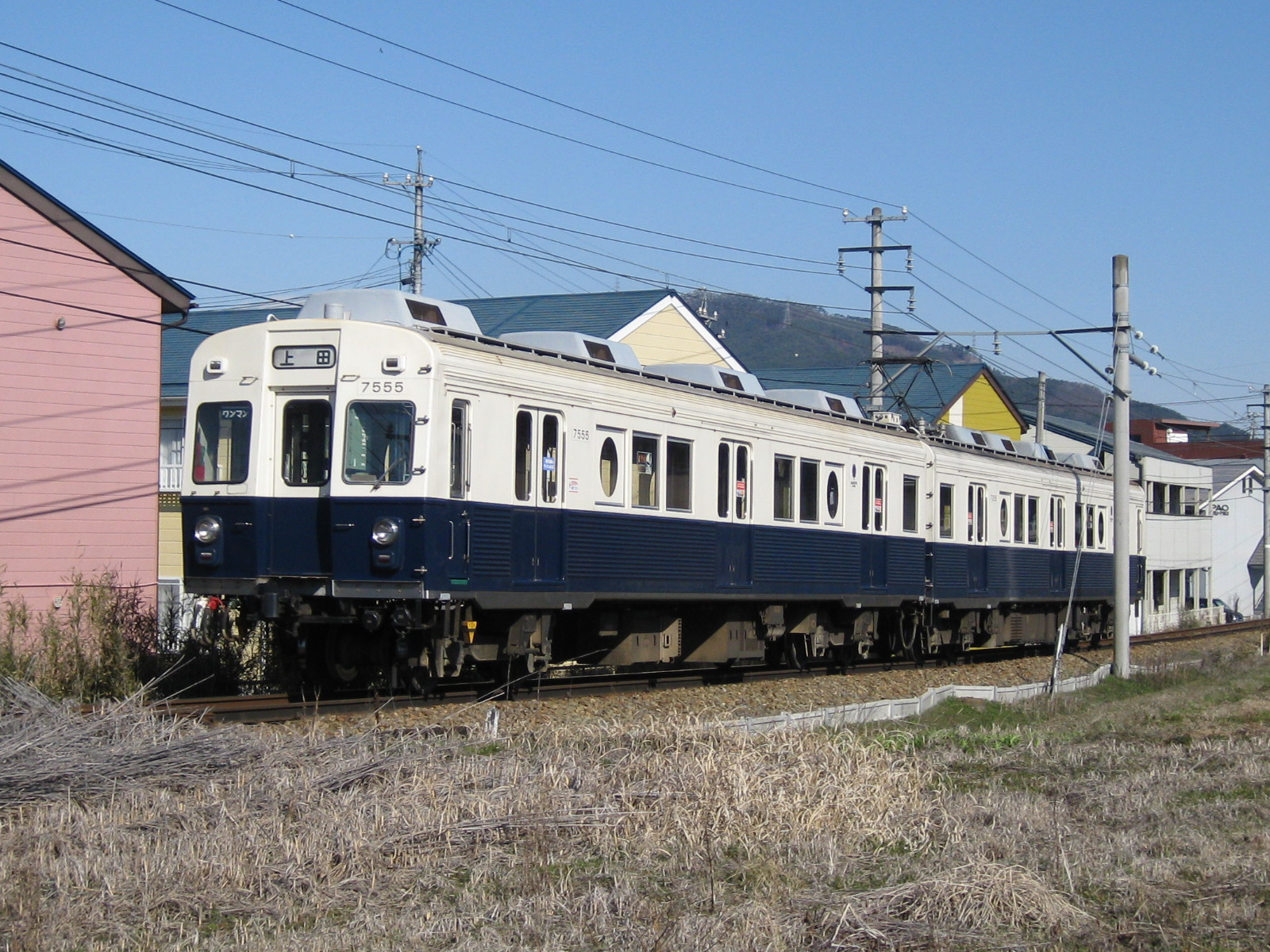
Serie 7200